# فيليكسستو
فيليكسستو هو منتجع ساحلي يقع في مقاطعة سوفولك، إنجلترا.